# 모트렉스
모트렉스 주식회사는 경기도 성남시에 본사를 둔 차량용 인포테인먼트 기업이다.

## 역사
2001년에 설립되었으며, 2017년 8월 4일에 코스닥 시장에 상장하였다.
2024년 스텔란티스에 차량용 인포테인먼트(In Vehicle Infotainment, 모델명 M)를 5 년간 약 1 천억원 규모로 공급하는 계약을 체결하였다.

### 내용주
1. ↑  공모가 38,300원에 코스닥 시장에 상장